# Apanthura corsica
Apanthura corsica is een pissebed uit de familie Anthuridae. De wetenschappelijke naam van de soort is voor het eerst geldig gepubliceerd in 1953 door Amar.